# Вознесеновка (Ромненский район)
В Ивановском районе Амурской области тоже есть село Вознесеновка.
Вознесе́новка — село в Ромненском районе Амурской области, Россия. Входит в Рогозовский сельсовет.

## География
Село Вознесеновка стоит на левом берегу реки Белая (левый приток реки Зея).
Село Вознесеновка расположено к юго-западу от районного центра Ромненского района села Ромны, автомобильная дорога идёт через Новороссийку и Поздеевку, расстояние до райцентра — 55 км.
От села Вознесеновка на запад (вниз по левому берегу Белой) идёт дорога к селу Климовка.
Расстояние до административного центра Рогозовского сельсовета села Рогозовка (через Климовку) — 20 км.

## Население
| 2002 | 2010 | 2012 | 2013 | 2014 | 2015 | 2016 |
| ---- | ---- | ---- | ---- | ---- | ---- | ---- |
| 148  | ↘86  | ↗87  | →87  | →87  | ↗90  | ↗91  |
| 2017 | 2018 |      |      |      |      |      |
| ↘90  | ↘87  |      |      |      |      |      |

По данным переписи 1926 года по Дальневосточному краю, в Вознесеновке числилось 180 хозяйств и 1138 жителей (579 мужчин и 559 женщин), из которых преобладающая национальность — украинцы (134 хозяйства).